# Florence (Montana)
Florence – jednostka osadnicza w Stanach Zjednoczonych, w stanie Montana, w hrabstwie Ravalli.